# 帶紋紺蠊
帶紋紺蠊（學名：Eucorydia dasytoides）是紺蠊屬下的一個物種。分布於台灣中海拔以下山區，棲息地為樹皮或落葉層中，會訪花吸蜜。

## 描述
帶紋紺蠊體長約30~35mm，頭部、前胸背板和翅膀前半段為有光澤的暗綠色，翅膀中間有一條橙色橫紋，翅尾端為黑色。